# (227767) Enkibilal
(227767) Enkibilal  est un astéroïde de la ceinture principale.

## Description
Il fut découvert le 20 octobre 2006 par l'astronome Jean-Claude Merlin.
Il a été nommé en l'honneur du réalisateur, dessinateur et scénariste de bande dessinée français Enki Bilal (né en 1951).

## Compléments